# Mother Love
Mother Love je píseň britské rockové skupiny Queen. Napsal ji zpěvák skupiny Freddie Mercury společně s kytaristou Brianem Mayem. Byla vydána na posledním studiovém albu kapely Made In Heaven roku 1995.

## Natáčení
Píseň je poslední záznam zpěvu Freddieho Mercuryho. Píseň Mercury nazpíval v roce 1991 ihned po dokončení alba Innuendo. V té době na tom byl zdravotně velmi špatně (pokročilé stádium AIDS) a tak píseň před svou smrtí (24.11.1991) nestihl nazpívat celou. Konec písně za něj musel nazpívat právě Brian May.
Skladbu Queen nahrávali na třikrát:
1. V roce 1991 Mercury nazpíval hlavní stopu zpěvu.
2. V roce 1993 Brian May dozpíval konec písně místo tehdy už zesnulého Freddieho Mercuryho.
3. V roce 1995 se Queen rozhodli vydat nové album, na kterém mají být skladby které jim Mercury nazpíval těsně před svou smrtí. Queen ke skladbám (i k Mother Love) nahráli hudbu a vše vydali na albu Made In Heaven.

## Obsazení nástrojů
- Freddie Mercury – hlavní vokály, doprovodné vokály
- Brian May – elektrická kytara (Red Special), hlavní vokály (v poslední sloce), klávesy, doprovodné vokály
- Roger Taylor – bicí
- John Deacon – basová kytara